# Dominik von Königsegg-Rothenfels
Lothar Joseph Dominik Christian von Königsegg-Rothenfels (ur. 17 maja 1673 w Wiedniu, zm. 8 grudnia 1751 tamże) – austriacki marszałek polny, prezydent Nadwornej Rady Wojennej (1736–1738).

## Życiorys
Był synem Leopolda Wilhelma i Marii Polikseny z domu Schärffenberg. Od 1691 do 1699 służył w regimencie kirasjerów Kürassier-Regiment "Hohenzollern" w wojnie przeciw Turkom. Gdy toczyła się wojna o sukcesję hiszpańską (1701-1714) walczył w Italii w armii, którą dowodził Eugeniusz Sabaudzki. Na tym samym teatrze działań wojennych walczył znów później gdy wybuchła wojna o sukcesję polską (1733-1738). W latach 1717–1719 był austriackim ambasadorem we Francji. W 1722 i ponownie w 1740 i 1741 znów działał również jako dyplomata (1722 Warszawa, po 1723 Haga, a od 16 stycznia 1726 do 2 marca 1730 roku - Madryt). 16 października 1723 został mianowany na stopień marszałka polnego. Zmarł bezpotomnie.
Jego bratem był Hugo Franz von Königsegg-Rothenfels (1660-1720) niemiecki dyplomata i duchowny.
W 1721 został odznaczony Orderem Orła Białego.
Zmarł bezpotomnie.